# Сава Мрмак
Сава Мрмак (Земун, 4. март 1929 — Београд, 9. октобар 2002) био је српски режисер и сценариста.

## Филмографија
Углавном је снимао телевизијске филмове и серије на тему историјских догађаја. Његова најпознатија дела су:
- 1962. — Звиждук у осам
- 1968. — Стан (ТВ драма)
- 1974. — Реквијем за тешкаша (ТВ драма)
- 1976. — Метак у леђа
- 1977. — Операција (филм)
- 1976. — На путу издаје (ТВ серија)
- 1976. — Човек који је бомбардовао Београд
- 1979. — Господин Димковић (ТВ драма)
- 1979. — Слом (ТВ серија)
- 1981. — Последњи чин (ТВ серија)
- 1982. — Шпанац (ТВ серија)
- 1982. — Операција Теодор (ТВ драма)
- 1983. — Дани Авној-а (ТВ серија)
- 1984. — Бањица (ТВ серија)
- 1985. — Одлазак ратника, повратак маршала (ТВ серија)
- 1986. — Ловац против топа (ТВ драма)
- 1986. — Мисија мајора Атертона (ТВ серија)
- 1988. — Четрдесет осма — Завера и издаја (ТВ серија)
- 1989. — Рањеник (ТВ серија)
- 1990. — Јастук гроба мог (ТВ серија)
- 1991. — Смрт госпође министарке
- 1995. — Крај династије Обреновић (ТВ серија)
- 1999. — Пролеће у Лимасолу